# آنا هدویگ بول

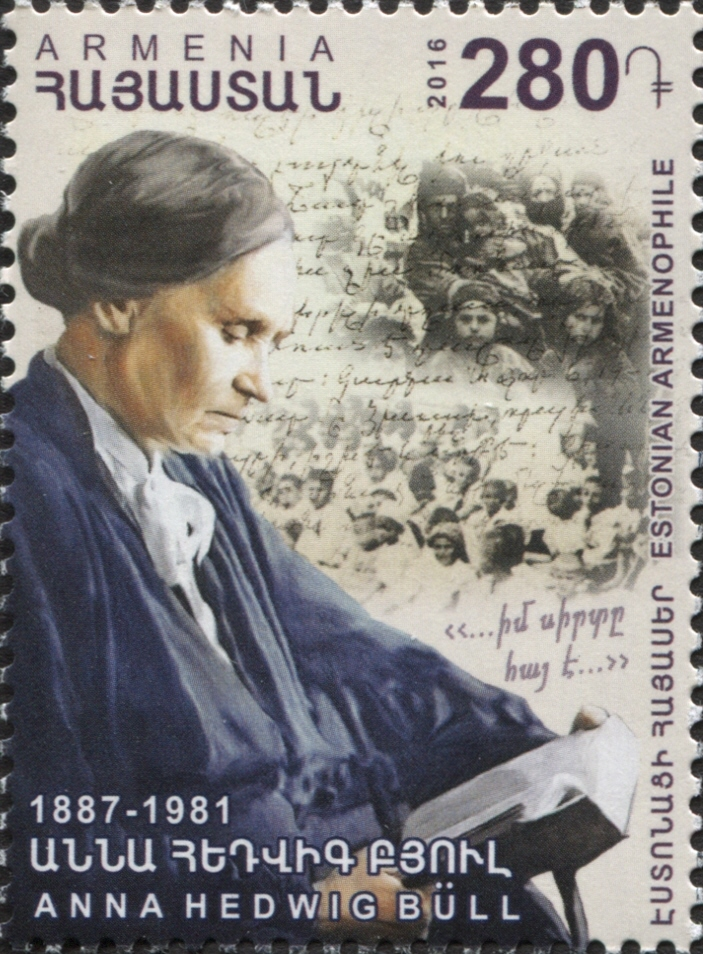
تمبر یادبود آنا هدویگ بول، ارمنستان (۲۰۱۶)

آنا هدویگ بول (آلمانی: Anna Hedvig Büll، زاده ۴ فوریه [سبک قدیمی: ۲۳ ژانویه] ۱۸۸۷ در هاپسالو، استونی - درگذشته ۳ اکتبر ۱۹۸۱ در هایدلبرگ، آلمان)، مبلغ مذهبی اهل استونی او شاهد عینی نسل‌کشی ارمنی‌ها می‌باشد.

## زندگی‌نامه
آنا هدویگ بول در سال ۱۸۸۷ میلادی در شهر هاپسالو، استونی در یک خانوادهٔ لوتریانیسم به دنیا آمد، او ششمین فرزند خانواده بود. آنا تا سن ۱۵ سالگی در یک مدرسهٔ دولتی استونی تحصیل کرد و برای ادامهٔ تحصیل به مدت ۳ سال به یک مدرسهٔ پروتستان آلمانی فرستاده شد. در سال ۱۹۰۳ تصمیم گرفت زندگی خود را وقف فعالیت‌های بشردوستانه کند. پس از دریافت مدرک دیپلم در سال ۱۹۰۳ به یک مدرسه انجیلی در شهر ارمنی ماراش در ترکیهٔ عثمانی رفت و اما به مدت کوتاهی به آلمان بازگشت.
آنا هدویگ بول بین سال‌های ۱۹۱۱ تا ۱۹۱۶ در شهر ماراش و کیلیکیه بود. او توسط مؤسسه‌های بشردوستانه به کمک هزاران زن و کودک یتیم‌شدگان ارمنی شتافت تا از مرگ و دزدیدن آنان توسط سربازان عثمانی جلوگیری کند؛ به‌طوری‌که اهالی شهر ماراش در سال ۱۹۱۶ شهر خود را «شهر یتیمان» می‌نامیدند.
آنا هدویگ بول در سال ۱۹۲۱ به شهر حلب، سوریه رفت و یک اردوگاه برای پناهندگان بازمانده از نسل‌کشی ایجاد نمود. او همچنین یک بیمارستان به کمک پزشکان اروپایی برای درمان زنان و کودکان بیمار ارمنی و یک مدرسه برای تحصیل آنان و یک بنگاه کار برای کسب درآمد برای بهبود زندگی پناهندگان ایجاد نمود. بازماندگان از نسل‌کشی نام او را «مادر ارمنی» نام نهادند. در سال ۱۹۵۱ بسیاری از پناهندگان به کمک او به ارمنستان شرقی تحت حاکمیت اتحاد شوروی بازگشتند.
آنا هدویگ بول در سال ۱۹۵۱ به آلمان بازگشت و تا آخر عمر یعنی سال ۱۹۸۱ در شهر هایدلبرگ زندگی کرد و فعالیت‌های بشردوستانه خود در آنجا ادامه داد. در ۲۹ آوریل ۱۹۸۹ یک تابلو یادبود در بنای نسل‌کشی ارمنیان در شهر ایروان نصب شد و همچنین یک تابلو یادبود توسط انجمن فرهنگی ارمنیان استونی در خانهٔ محل تولد آنا هدویگ بول در شهر هاپسالو نصب شد و هر ساله برنامه‌هایی برای قدردانی از کمک‌های بشردوستانه او برگزار می‌کنند.